# Себаштіан де Карвалю
Себаштіа́н де Карва́лю (порт. Sebastião de Carvalho, МФА: [sɨ.bɐʃ.ti.ˈɐ̃w dɨ kaɾ.ˈva.ʎu]; 13 травня 1699 — 8 травня 1782) — португальський державний діяч, перший маркіз Помбальський (1770—1777) і Оейрашський. Державний секретар внутрішніх справ королівства (1756—1777), фактичний керівник уряду короля Жозе I (1750—1777). Державний секретар зовнішніх справ і війни (1750–1756). Представник португальського шляхетного роду Карвалю. Один із найвизначніших португальських міністрів нового часу. Масон, послідовник ідей Просвітництва. Прославився завдяки швидкій відбудові Лісабона після нищівного землетрусу 1755 року. Новий стиль столичних будівель, затверджених міністром, отримав назву «помбальського». Провів ряд радикальних політичних, адміністративних, соціально-економічних та освітніх реформ у дусі просвітництва, метою яких було посилення ролі держави, секуляризація і ослаблення впливу Католицької церкви. Вигнав єзуїтів з Португалії. Обмежуючи вплив інквізиції, запровадив авторитарний стиль управління; посилив цензуру, придушував критику влади й опозицію, посилив економічну експлуатацію колоній з метою збагачення держави і свого роду. Помер у Лісабоні. Похований у лісабонській Церкві пам'яті. Прізвисько — маркіз Помбалський (порт. Marquês de Pombal), Помбал (від назви титулу).

## Імена
- Себаштіа́н де Карва́лю (порт. Sebastião de Carvalho) — коротке.
- Себаштіа́н Жузе́ де Карва́лю-і-Ме́лу (порт. Sebastião José de Carvalho e Melo) — повне.
- Помба́л (порт. Pombal) — від назви титулу маркіза Помбальського.